# Luis Acevedo (Fußballspieler, 1944)
Luis Enrique Acevedo Vargas (* 26. April 1944 in Valparaíso; † 6. September 1996 ebenda) war ein chilenischer Fußballspieler. Der Mittelfeldspieler absolvierte zwei Länderspiele für Chile und wurde auf Vereinsebene 1968 chilenischer Meister.

## Karriere

### Verein
Luis Acevedo, auch Pochoco  genannt, kam 1962 aus der Jugend zur Profimannschaft der Santiago Wanderers. Dort gewann der defensive Mittelfeldspieler als Kapitän der Mannschaft die Meisterschaft 1968. 1970 wechselte Pochoco zum CD Huachipato und spielte noch für Deportes Concepción sowie Deportes Antofagasta in der Primera División. Sein letztes Karrierejahr verbrachte Acevedo bei Naval de Talcahuano in der Segunda División.

### Nationalmannschaft
Luis Acevedo debütierte im März 1970 unter Trainer Francisco Hormazábal beim Freundschaftsspiel gegen Brasilien. Nur wenige Tage nach seinem Debüt bestritt Pochoco erneut gegen Brasilien sein zweites Länderspiel, das zugleich sein letztes Spiel für Chile war.

## Erfolge
Wanderers
- Primera División: 1968